# اوری، اسون
آوری (به فرانسوی: Évry, Essonne) شهری است در شهرستان اسون در ناحیه ایل-دو-فرانس با جمعیت ۵۲٬۶۵۱ نفر در کشور فرانسه واقع شده‌است